# Хусаиново (Белорецкий район)
Хусаи́ново (баш. Хөсәйен) — деревня в Белорецком районе Башкортостана России, относится к Шигаевскому сельсовету. Второе название: Рязьбаш.

## История
Основана тамьянцами из деревни Шигаево во второй половине XIX века (между 1850 и 1871 гг. как хутор).Деревня названа в честь тамьянского сотника из Шигаева Хусаина Алибаева.
У Хусаина по ревизской сказке 1850 года было восемь сыновей: Хуснитдин, Хисамитдин, Баймухамет, Камалитдин, Фазулла, Гильмитдин, Галираслан и Гималитдин.

## Население
Население: в 1900 — 372 человек; 1920 — 484; 1939 — 290; 1959 — 187; 1989 — 263; 2002 — 264; 2010 -238 человек. Живут башкиры
| 2002 | 2009 | 2010 |
| ---- | ---- | ---- |
| 264  | ↗316 | ↘238 |

## Географическое положение
Находится на автодороге межмуниципального значения 80Н-043 Серменево — Амангильдино — Баймак. 
Располагается в долине реки Рязи. К востоку от деревни тянется хребет Уралтау, а к западу — хребет Крака. 

## Инфраструктура
Находится филиал Шигаевской средней школы, фельдшерский пункт, клуб. Население занимается лесозаготовками и животноводством. 
Три улицы:
- Мира,
- Молодёжная,
- Полевая.

## Уроженцы
- Янгиреев, Давлеткирей Саитгареевич (1928 — 1999) — Герой Социалистического Труда (1966).